# Пентастоми
Пентастоми (лат. Pentastomata), відомі також як П'ятиустки та лат. Linguatulida — тип паразитичних членистоногих, які також мають ознаки червів. Їх життєвий цикл протікає в двох хазяївах.
Личинки в тілі проміжного хазаїна розвиваються до стадії, що зовні схожа на дорослу, але без статевих органів. Статевозрілі стадії паразитують в органах дихання рептилій, птахів та ссавців. Зараз описано близько 100 видів. Деякі види паразитують на людині та викликають небезпечні захворювання. При цьому людина виступає хазяїном статевозрілої стадії (Linguatula serrata), отримуючи проміжні стадії з сирої печінки овець або кіз, або проміжним хазяїном (Armillifer armillatus), контактуючи з зараженими зміями.